# Iniziomedia Audiovisuais

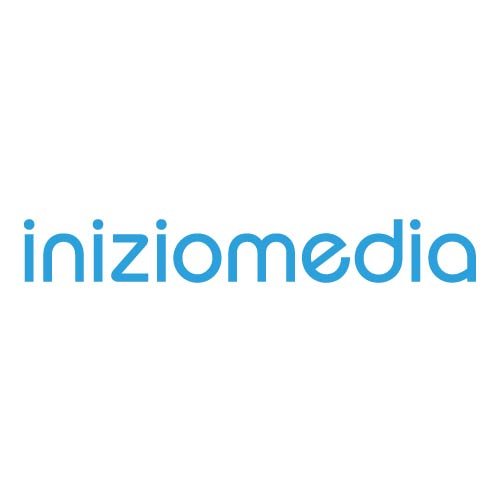
Logótipo da Iniziomedia Audiovisuais.

A Iniziomedia Audiovisuais é uma produtora audiovisual portuguesa com sede em Lisboa, fundada em 1998 e que opera em televisão, cinema, institucionais, publicidade e grandes eventos multimédia. Recentemente, coproduziu, para a RTP1, a série de ficção científica e histórica Ministério do Tempo, adaptada da série espanhola El Ministerio del Tiempo, da TVE.

## Produções
Entre as mais recentes produções da Iniziomedia Audiovisuais destacam-se a série de ficção Ministério do Tempo, actualmente em exibição na RTP1, e o talk-show Treze, produzido, em 2015, para o mesmo canal e apresentado por Sílvia Alberto.

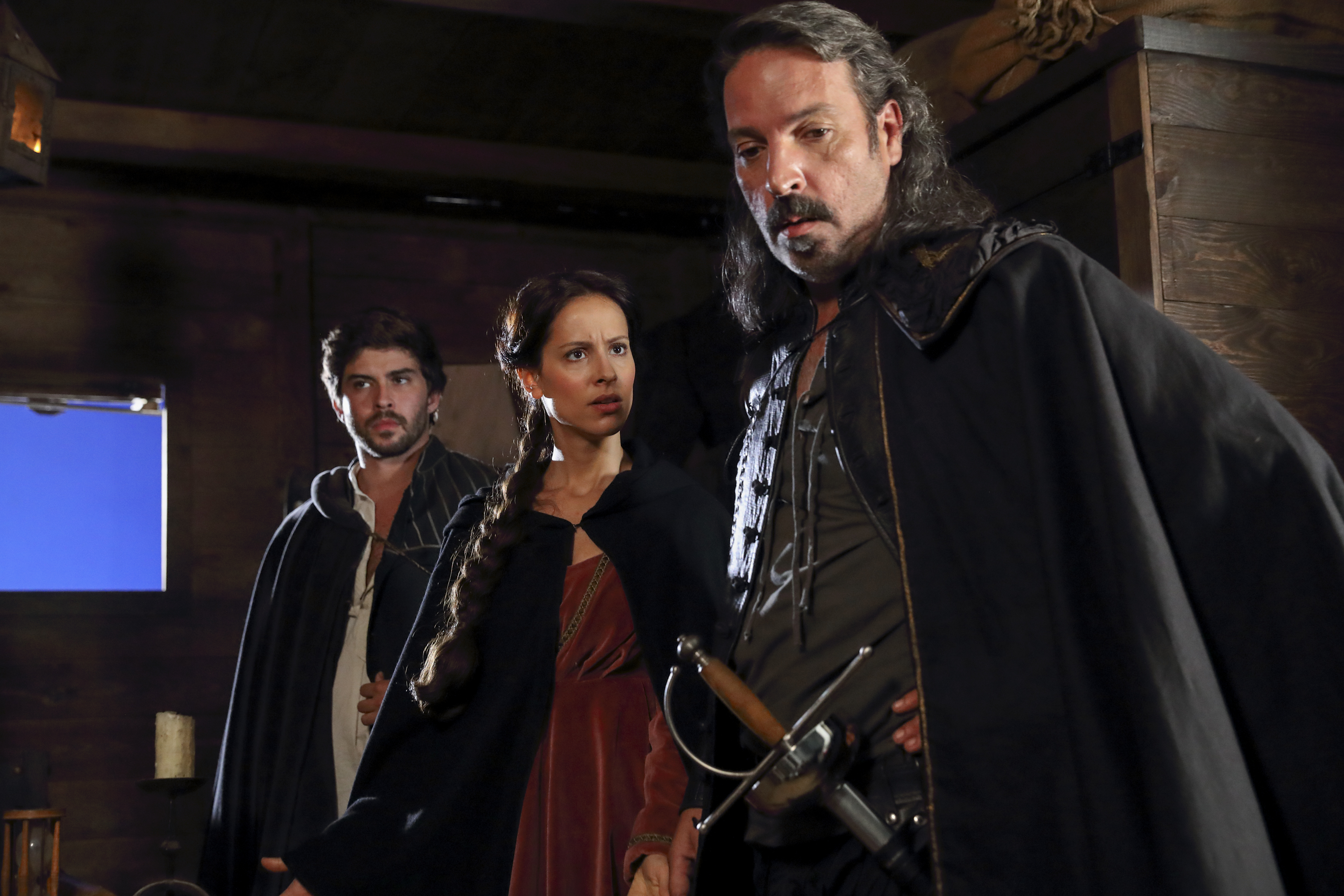
A série Ministério do Tempo é a mais recente produção da Iniziomedia.

### Televisão
2017 - Ministério do Tempo (Ficção, RTP1)
2015/16 - Treze (Entretenimento, RTP1)
2011 - Eureka (Magazine, RTP2)
2011 - Sociedade Portuguesa (Série Documental, RTP)
2011 - Estrelas SLB (Entretenimento, Benfica TV)
2009/2013 - Vitórias & Património (Série Documental, Benfica TV)
2008 - Voluntário (Magazine, RTP)
2008 - Os Campeões (Série Documental, RTP)

### Institucional
2008 - Sabores Mediterrânicos (Série de mini-filmes com receitas e dicas sobre a dieta mediterrânica, Grupo Jerónimo Martins)

### Outras produções
2014 - O Voo da Águia (Filme 3D, Museu Benfica)
2010 - Praça dos Cidadãos (Espectáculo de videomapping 3D projectado no Arco da Rua Augusta, em Lisboa, para comemoração do Centenário da República)

## Ligações Externas
- Site Oficial da Iniziomedia Audiovisuais
- Página oficial da Iniziomedia Audiovisuais no Facebook